# 永寧縣 (武寧郡)
永寧縣，中国南北朝时设置的县。
南齊置，屬雍州武寧郡，故治當在湖北襄樊、均縣、棗陽、鍾祥及河南南陽地區一帶。